# Trinaest problema
Trinaest problema (izdan 1933.) je knjiga Agathe Christie koja sadrži trinaest kratkih priča s Miss Marple u glavnoj ulozi.

## Radnja
Šestero ljudi se okupilo jednog utorka navečer u kući Jane Marple. Počela je rasprava o neriješenim zločinima...
Nakon što je riješen prvi zločin, nastavljaju se redovna okupljanja utorkom u kući gđice Marple, a svaki od gostiju mora pred ostale članove “Kluba utorkom navečer” iznijeti jednu misteriju kojima je svjedočio ili bio sudionikom.
Slučaj mrlja od krvi koje nestaju; lopov koji je počinio svoj zločin dvaput zaredom; poruka na samrtnoj postelji otrovanog muškarca koja je glasila kao “gomila ribe”; čudan slučaj nevidljive oporuke; spiritualist koji je upozorio da “Plava pelargonija” znači smrt...
Dok je svaki od njenih gostiju zbunjen zlokobnošću priča društvo je sklono zaboraviti na svoju postariju domaćicu. 